# ستانلي أوراميك
ستانلي أوراميك (بالإنجليزية: Stanley Awramik)‏ (من مواليد 1946) هو عالم جيولوجيا حيوية وعالم أحفوريات أمريكي. اشتهر بعمله المتعلق بفترة ما قبل الكمبري. في عام 2013 تم تجنيده كزميل للجمعية الجيولوجية الأمريكية.

## الحياة المهنية
ولد أوراميك في نيو إنغلاند، ودرس لأول مرة كطالب دراسات عليا تحت عالم الحفريات الشهير إلسو ستيرنبرغ بارغهورن في جامعة هارفارد. في عام 1979 أصبح عضواً في هيئة التدريس في جامعة كاليفورنيا بسانتا باربرا، حيث كان معاصرًا لبريستون كلاود.

### صخور الستروماتوليت
كان أوراميك معروفا لخبرته الطويلة في صخور الستروماتوليت. تم نشر اكتشافه عام 1971 حول وجود صلة بين الستروماتوليت وظهور الحيوان الأول في مجلة ساينس. في عام 1974، قدم هو ولين مارغوليس تعريفا يستخدم في كثير من الأحيان عن «الستروماتوليت».

### أصل الحياة
في عام 1983 اكتشف ما كان يعتبر آنذاك أقدم دليل على الحياة على الأرض، ويقع في أستراليا الغربية. قدم عمله وأعمال الآخرين مصداقية لمفهوم أن الحياة من المحتمل أن تبلغ من العمر 3.5 مليار سنة.

### البحوث الحديثة
لا يزال أوراميك عضو هيئة تدريس في جامعة كاليفورنيا، حيث يواصل التدريس. وهو مستمرّ بدراسة الستروماتوليت. في الآونة الأخيرة بدأ دراسة حقبة الطلائع الحديثة في شرق كاليفورنيا. في عام 2003 نشر هو وفرانك كورسيتي وديفيد بيرس أدلة في مجلة الأكاديمية الوطنية للعلوم عن الكائنات المجهرية المتحجرة في الصخور الباردة وهو ما أثار شكوكًا حول فكرة الإزالة القريبة للحياة أثناء التجلد المحتمل الاستوائي خلال تلك الفترة. (يشار إليها عادة باسم الأرض كرة ثلج).

## أعمال مختارة
بالإضافة إلى مقالاته الصحفية، كتب أوراميك عن مجموعة متنوعة من الموضوعات المتعلقة بالجغرافيا الحيوية. شارك في تأليف كتاب مدرسي عن الرواسب الميكروبية مع روبرت إي رايدنج بعنوان الرواسب الميكروبية.
بالإضافة إلى ذلك فهو مهتم بعلم الأحياء الفلكي، وقد أجرى العديد من المحادثات حول هذا الموضوع، بما في ذلك واحد بعنوان «علم الأحياء وأصول الحياة»، في المتحف الوطني للصحة في أتلانتا.

## وصلات خارجية
- الموقع الكتروني